# Hermann Fischer (Fußballspieler)
Hermann Fischer (* 4. Oktober 1910; † nach 1959) war Fußballspieler (1949–1951) und Trainer (1949–1959) in der DS-Liga und DDR-Oberliga, der jeweils höchsten Liga im DDR-Fußball.

## Sportliche Laufbahn
Im Nachkriegsfußball wurde Hermann Fischer bekannt, als er 1949 in der Brandenburger Fußballmeisterschaft mit der Betriebssportgemeinschaft (BSG) „Franz Mehring“ Marga Vizemeister wurde. In der entscheidenden Finalbegegnung, das die Mannschaft des Senftenberger Ortsteils mit 1:2 gegen die SG Babelsberg verlor, stand der 38-Jährige als Mittelfeldspieler auf dem Feld. Als Vizemeister hatte sich Fischers Mannschaft auch für die Fußball-Liga des ostdeutschen Sportausschusses qualifiziert und ging mit Fischer als Trainer 1949/50 in die erste Saison der ostdeutschen höchsten Spielklasse. Bedingt durch Spielerausfälle sprang Fischer achtmal auch als Spieler ein. Dies wiederholte sich auch in den Spielzeiten 1950/51 (1 Spiel) und 1951/52 (3 Spiele). 
Hermann Fischer blieb mit Unterbrechungen noch bis 1959 Trainer, wobei seine Mannschaft ab 1950 als BSG Aktivist Brieske-Ost und ab 1954 als SC Aktivist Brieske-Senftenberg auftrat. 